# Brasilien-Schlankbeutelratte
Die Brasilien-Schlankbeutelratte (Marmosops paulensis, Syn.: Marmosa incana paulensis) ist eine Beuteltierart, die im südöstlichen Brasilien in den Bundesstaaten Minas Gerais, Rio de Janeiro, São Paulo und Paraná vorkommt.

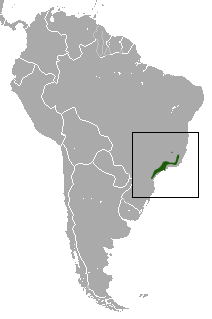
Verbreitungsgebiet der Brasilien-Schlankbeutelratte

## Beschreibung
Die Tiere erreichen eine Kopfrumpflänge von 11,4 bis 15,3 cm (Männchen) bzw. 9,8 bis 13,9 cm (Weibchen), haben einen 15 bis 21,2 cm (Männchen) bzw. 14,5 bis 18,1 cm (Weibchen) langen Schwanz und erreichen ein Gewicht von 20 bis 70 (Männchen) bzw. 16 bis 47 g (Weibchen). Ähnlich wie die Graue Schlankbeutelratte (Marmosops incanus) ist das Fell auf dem Rücken bei Jungtieren etwa 10 mm lang und weich und bei älteren Tiere kürzer. Das Rückenfell ist dunkel graubraun mit einem rötlichen Einschlag, vor allem auf den Körperseiten. Die Wangen sind cremefarben mit einem rötlichen Einschlag. Rund um die Augen finden sich dunkle Augenringe, die deutlich zur hellbraunen Farbe auf der Schnauze kontrastieren. Der Schwanz, dessen Länge etwa 145 % der Kopfrumpflänge beträgt, ist auf der Oberseite dunkel, auf der Unterseite hell und hat eine weiße Spitze. Das Bauchfell ist cremefarben bis weißlich mit einem rosigen Schimmer. Die Beine sind dunkel, die Hinterfüße sind weiß. Mit einer Höhe von weniger als 25 mm sind die Ohren relativ klein. Weibchen haben keinen Beutel. Die Anzahl der Zitzen variiert von 7 bis 13. Der Karyotyp besteht aus einem Chromosomensatz von 2n=14 Chromosomen (FN=24).

## Lebensraum und Lebensweise
Die Brasilien-Schlankbeutelratte kommt in den Berg- und Nebelwäldern der Küstengebirge des brasilianischen Südostens in Höhen oberhalb von 800 Metern vor. Sie ist wahrscheinlich nachtaktiv und eher bodenbewohnend als das sie in Sträuchern klettert. Bäume erklettert sie niemals. Die Brasilien-Schlankbeutelratte ernährt sich von Früchten, Blüten, Gliederfüßern und kleinen Wirbeltieren. Sie frisst unter anderem Käfer, Heuschrecken, Ameisen, Schaben, Webspinnen, Weberknechte und Schnecken, sowie die Früchte von Pfeffergewächsen, Nachtschattengewächsen, Schwarzmundgewächsen, Myrtengewächsen (Campomanesia und Guaven) und Rosengewächsen. Weibchen sind revierbildend. Die von verschiedenen Weibchen bewohnten Territorien überlappen sich nicht. Die Territorien der Männchen überlappen sowohl mit denen von anderen Männchen als auch mit denen der Weibchen. Die Territorien sind zwischen 0,14 und 1,5 ha groß. Die Fortpflanzungszeit beginnt im September am Ende der Trockenzeit und dauert bis März. Pro Wurf werden 7 bis 13 Jungtiere geboren. Jedes Weibchen bekommt nur ein Mal im Leben Junge und sie sterben von März bis April nach der Entwöhnung der Jungtiere. Die adulten Männchen sterben schon im Dezember oder Januar.

## Status
Die Brasilien-Schlankbeutelratte hat zwar nur ein relativ kleines Verbreitungsgebiet, gilt jedoch als nicht gefährdet da angenommen wird das die Population relativ groß ist.

## Belege
1. 1 2 3 4  Diego Astúa: Family Didelphidae (Opossums). In: Don E. Wilson, Russell A. Mittermeier: Handbook of the Mammals of the World. Band 5. Monotremes and Marsupials. Lynx Editions, 2015, ISBN 978-84-96553-99-6, S. 183.
2. ↑  Marmosops paulensis in der Roten Liste gefährdeter Arten der IUCN 2016. Eingestellt von: Martin, G.M., 2015. Abgerufen am 2. Februar 2019.